# 潘州公园
潘州公园，位于广东省高州市中心城区，始建于1929年，是粤西地区最早开辟建立的综合性城市公园之一，公园以岭南道教名人潘茂名命名，占地面积6.2公頃，北面为知名景点高州冼太庙。

## 历史

### 始建期
潘州公园所在地原为廣東茂名县（今高州市）城东南郊一片杂草丛生的野塘烂沼。民国18年（1929年）4月，国民党茂名县政府呈准在县城文明门前建造潘州公园，由国民革命军第十一军二十四师师长蒋光鼐、副师长陈维远，会同县长黄台， “拨用工兵建筑”，挖泥筑堤，改塘为湖。早期公园范围为文明门外大塘左右及车仔岭、细岭、鲤鱼岭、鱼叉岭、扑船岭等五岭，与原德明中学（今高州一中）校道接连的池塘（今公园人工湖）。民国23年（1934年），各界集資增建涼亭，包括由县政府同仁合资修建的通和亭，由茂名参议会修建的偕乐亭，由高州农校修建的乐丰亭，由县长黄秉勋修建的浴沂亭，由教育会教职员联合会修建的乐育亭，由茂名县党部修建的远瞩亭，由前县长沈耀祖修建的适亭等亭台楼阁，但只有远瞩亭、适亭保留于今高州一中校园内，其他建筑已不复存在。公园门前树牌坊，上有有蒋光鼐和陈维远的题词，文曰：“民国18年春，本师驻防斯土，中山黄君台亦宰是邦，咸以此间丘壑池沼，风景天然，爰议劈作公园，为市民游息之所。本师亟赞以兵工，荜路蓝缕，仅具雏形。至尽善尽美，有待来者。”

### 建设初期

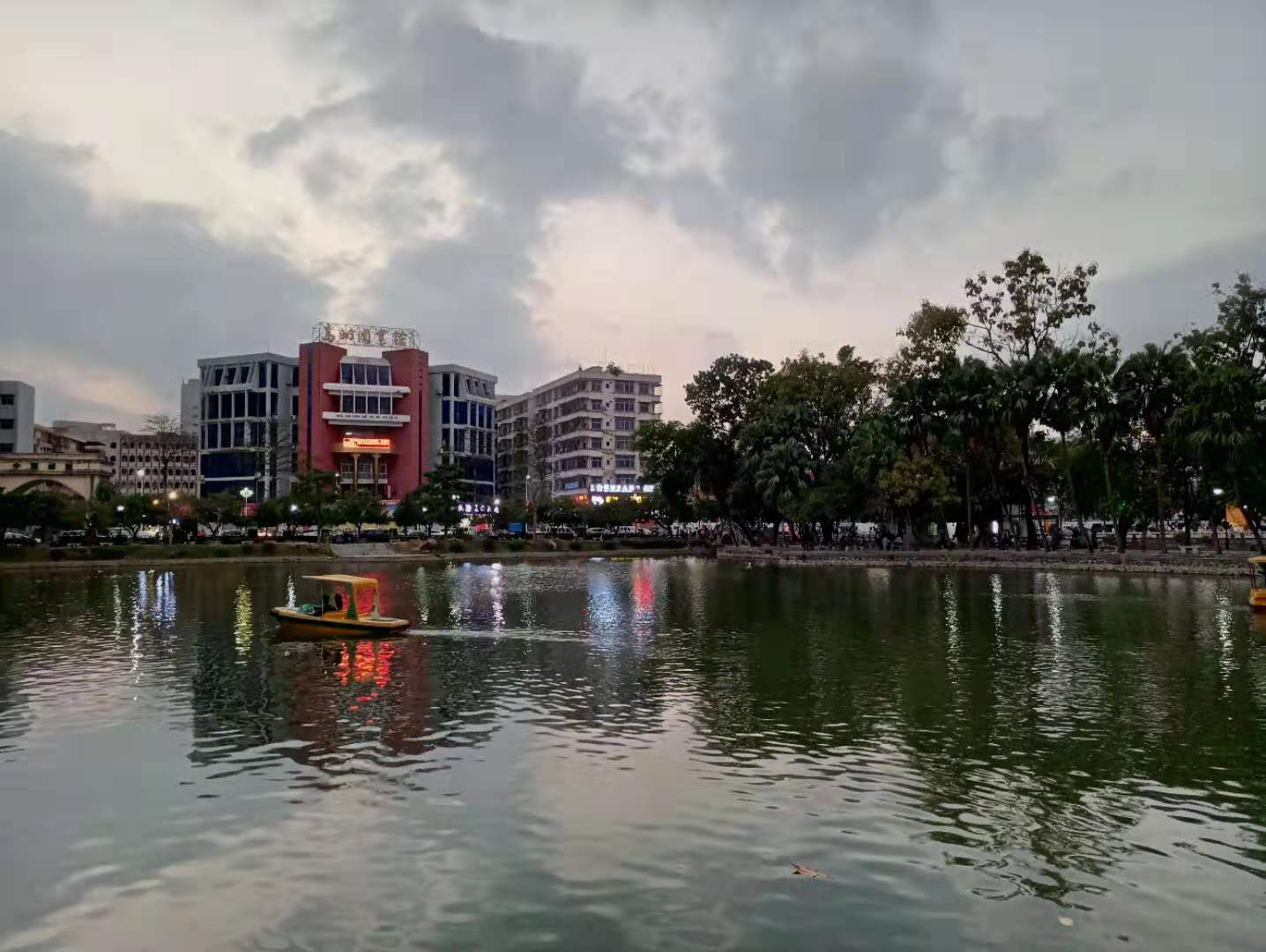
冼恩湖

1958年秋，高州县城干部职工和居民在高州县委和政府的领导下，经过20多天的义务劳动，重修潘州公园，人工湖面积逐渐扩大，由1950年不到两亩，扩大至1960年的30多亩，其后，又在该园前湖的南面增挖了中湖和后湖，水面扩至60亩，东西端各建单孔圆拱桥一座（今称汉俚桥、望月桥），湖畔建通和亭。同时，还在中湖垒起风景小岛和半岛，在四周堤岸增植凤凰、芒果、葵扇等树木，在林荫下设置石凳和水泥圆台，供人游憩。

### 修整扩建期
20世纪70年代末，政府对该园又进行了大规模修整和扩建，补种了花木，增建了亭台、水榭、曲桥、回廊、文化橱窗等。
1985年，政府再次全面修整和扩建潘州公园。增辟了儿童游乐场和花坛，建筑暇趣廊、九曲桥、逸雅斋、望月亭、湖心亭、观鱼亭、得春亭、分湖亭、榕月阁以及假山、猴山、龙凤屏、百鸟亭等游乐设施。园门也重新改建，上雕现代书法家秦咢生题匾“潘州公园”四个魏体大字。
1990年代初，隨着城市發展，潘州公園位置由市郊變成了老城區中心地帶，已無更多的擴建空間，公园面积因城市建设需要反而大幅缩水，西側、南側部分園林及通和亭等亭台被拆除，人工湖面積也有所縮小，腾出空间改建为市政道路、住宅区、学校。

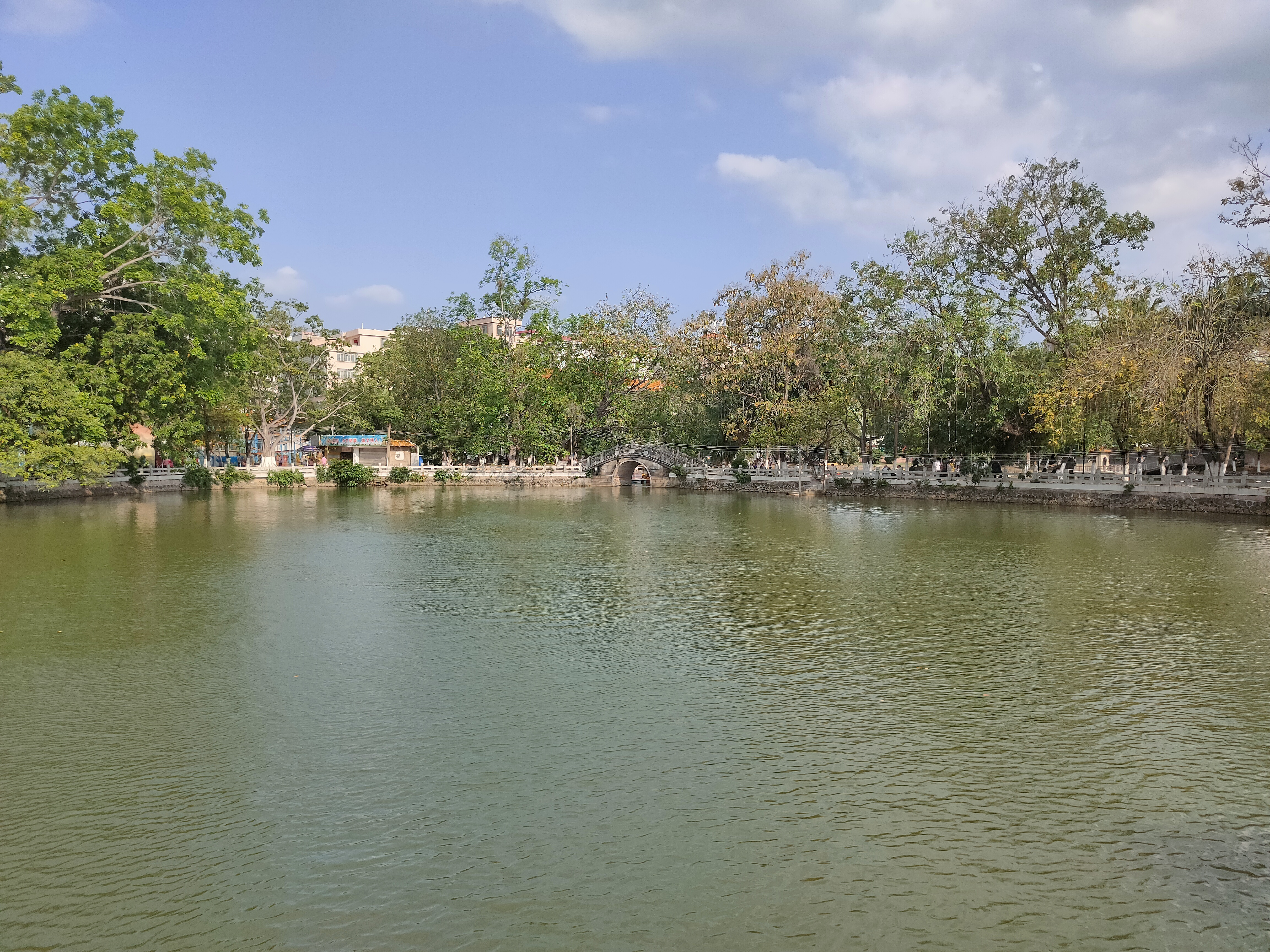
冼恩湖

1990年代末，潘州公园在人工湖前湖西側填湖並修建音乐喷泉，惟噴泉仅开放数年便停止运作，填湖區域則在2010年前後被修整為冼夫人文化园（廉政廣場）。
2000年代初，為響應「建設開放式市政公園」號召，潘州公園大部分原有圍牆被拆除，僅保留正門及東門部分。

### 升级改造期
2011年以来，潘州公园先后两次进行升级改造，其中儿童游乐场改建并引进狂呼和太空漫步两个大型游乐项目，其他项目包括湖泊污水处理、园林花圃升级、园区道路改造、修建亲水平台、灯饰亮化等。
2016年，在潘州公园东南角规划建造高州市老年人活动中心。2019年9月3日，高州市老年人活动中心举行揭牌仪式，正式投入使用。
2022年9月，潘州公园全面围蔽施工、暂停对外开放，对人工湖进行全面清淤及管道疏通，并拆除了一批危旧设施，潘州公园游乐场为配合潘州公园整体升级改造，自10月底起正式闭园搬迁。2023年春节前夕，潘州公园重新对外开放。

## 景观
- 冼恩湖：潘州公园内的人工湖，现存面积约40亩，20世纪90年代因市政設施建設，已填埋大半湖面，2014年重新修葺湖畔，并树“冼恩湖”立石于岸边。

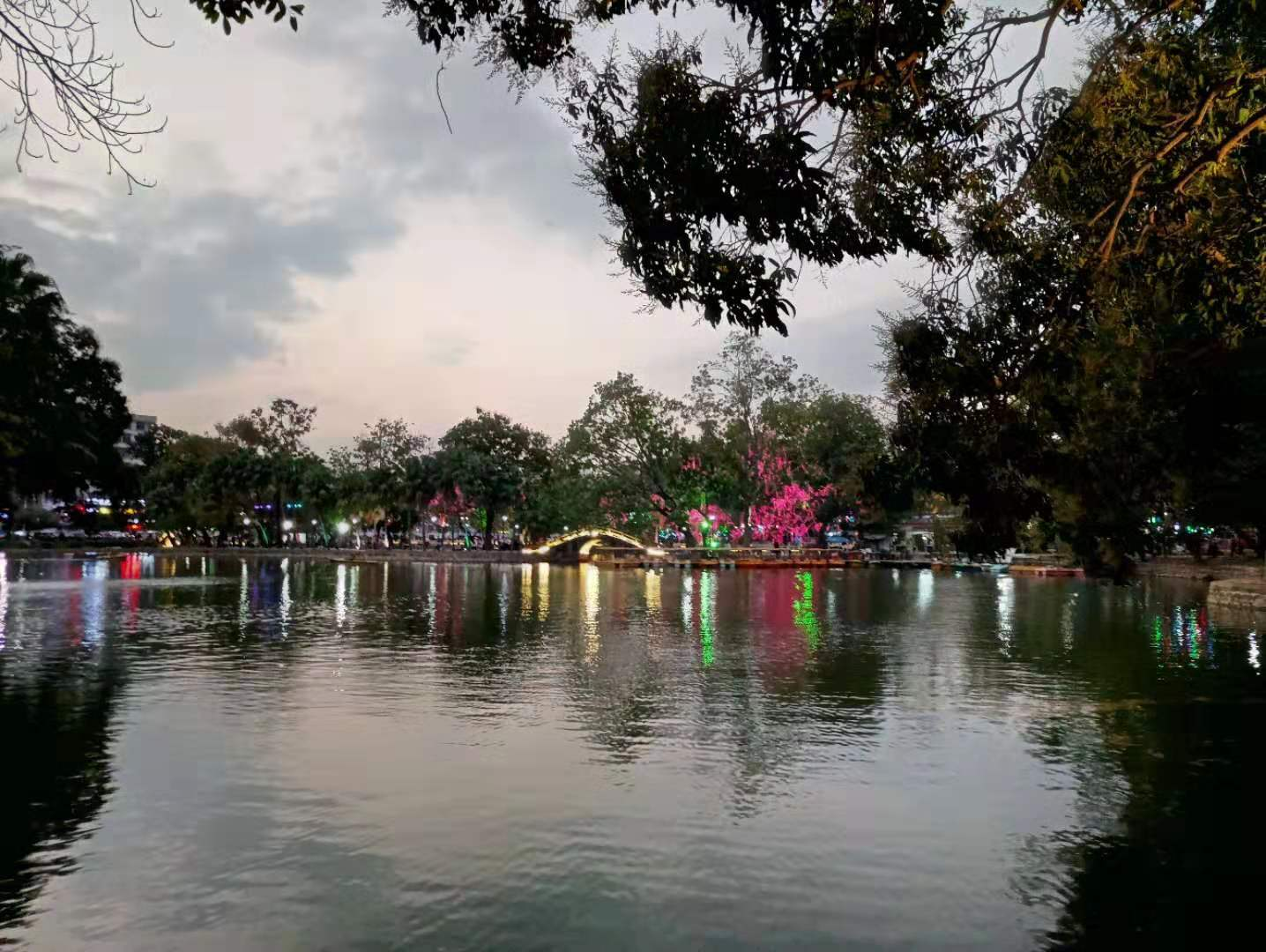
潘州公园望月亭岛

- 望月亭岛：湖内三岛之一，位于人工湖前湖与中湖之间，以汉俚桥、望月桥与岸边相连，岛上有被评为“高凉新八景”的“潘州望月”之称的望月亭，2000年前后人工湖前湖曾建音乐喷泉，望月岛内为观赏音乐喷泉的最佳地点。
- 逸雅斋岛：湖内三岛之一，亦是面积最大的人工岛，以岛中主体建筑逸雅斋命名，位于人工湖中湖与后湖之间，以九曲桥与岸边相连，島上曾有猴山，現已荒廢。
- 相思岛：湖内三岛之一，亦是面积最小的人工岛，位于人工湖后湖内，于1983年修整建造，岛内得一大榕树及石头堆砌而成的假山。
- 九曲桥：位于人工湖后湖上，连接逸雅斋岛与公园南侧岸边，1983年修整扩建。